# ウンバンダ

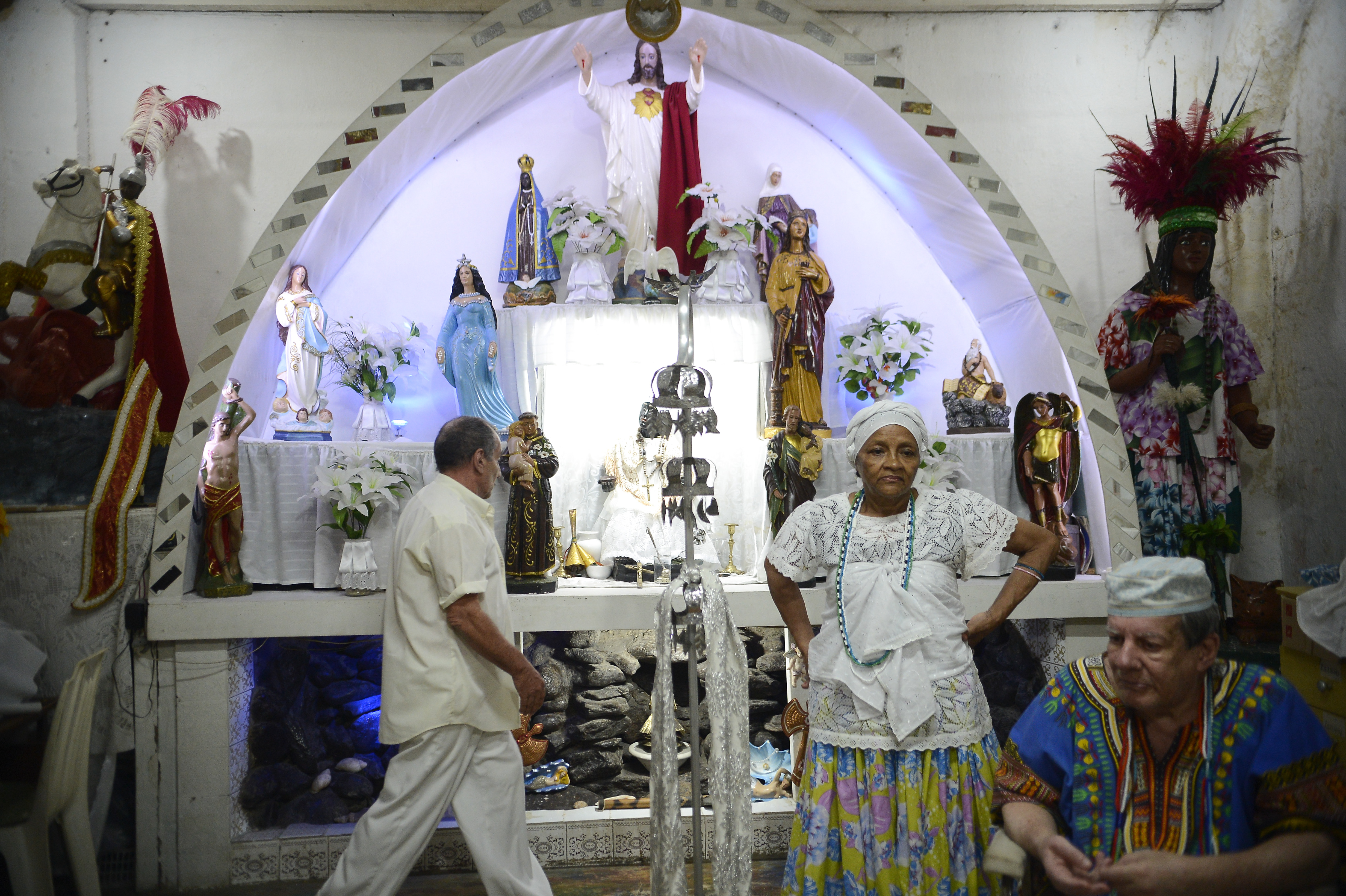
祭壇（リオデジャネイロ）

ウンバンダ (Umbanda) は、1920年代に成立したブラジルの一神教の宗教である。

## 概要
カトリックの信者で霊媒だったゼリオ・フェルナンジーノ・デ・モラエス（Zelio Fernandino de Moraes）が率いた新興アフロ化宗教とカルデシズム（心霊術）の宇宙論を統合したニテロイの小グループに始まった。転生を信じ、最高神オロルン(英語版記事)のもと、至高神ザンビ(Zambiポルトガル語版記事)、黒人奴隷の賢者プレトヴェーリョ(Preto Velelhoポルトガル語版記事)、インヂオの狩人カボクロ(Cabocloポルトガル語版記事)、子供の霊クリアンサ(Criançaポルトガル語版記事)、欧州や東洋からの移民エシュ(Exu ポルトガル語版記事)といったインディオ・黒人奴隷の祖霊、カトリックの聖人などを奉じ、信者に憑依した精霊・死霊の導きを受ける。積極的な生き方、儀礼や学習、慈善活動を通し、自身の霊的な向上、悩みや不調の解決、エスニックグループ・社会階級の融和を目指す。
この宗教の呼称は「無限の中の有限」を指すサンスクリットからとられているとする俗説もある。この信仰体系は、16世紀以来砂糖プランテーションの労働力として主にアフリカ西海岸から連行させられた黒人奴隷の宗教、原住民インディオの宗教、カトリック、フランスのカルデシズム、東洋の宗教などの諸要素が混ざっており、グループによって各要素の採用の度合いが異なるため、各グループの独立性・自律性が高く、非常に多様である。ポルトガルのカトリック教会が黒人奴隷たちの宗教を弾圧し、彼らが信仰を守るために自分たちの神とカトリックの聖人を結び付けたことから、ブラジルではアフリカ系宗教とカトリック系宗教が混合している。ウンバンダの神は、アフリカの神でありカトリックの聖人でもある。アフリカと先住民の崇拝重視、積極的な生き方の強調が大きな特徴である。

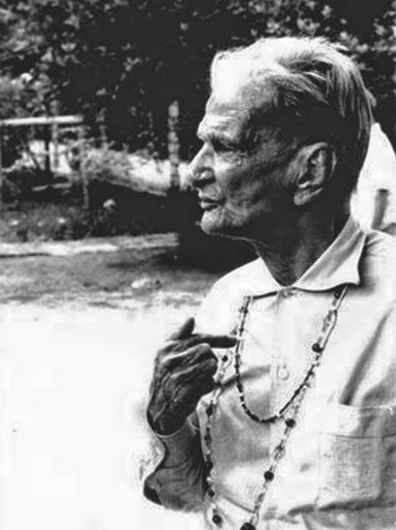
モラエス

モラエスとその信者は、アフリカ発祥の教義と儀式（熱狂的なダンスや、特に動物供儀）を捨てて、カルデシズムにおけるカルマ、階層宇宙、精霊とのコミュニケーション、連続する転生による霊的進化の概念を取り入れ、スピリチュアル・ヒーリングを重視するようになった。こうした取捨選択は、ブラジル系インディオの精霊・死霊カボクロ（7つの交差路のカボクロ、Caboclo das sete Encruzilhadas）の導きによるという。1918年、リオでカルデシズムの集会が開催された際に、モラエスがカボクロに憑依されたが、白人の霊より程度の低いインディオの霊であるという理由で集会から追放されたため、独立してウンバンダを興したと伝えられている。つまり、インディオの死霊を指導霊に、アフリカの憑依儀礼を行ったカトリック信者によって始められたと考えられている。ウンバンダは、ブラジルで奴隷制が解体し、黒人奴隷たちが自由になると共に社会的・経済的基盤を失ってアノミー状態になり、それまで秘密裏に行ってきたアフリカの憑依儀礼を表立って行うようになり、また近代化・都市化・工業化の流れに抵抗するエネルギーが高まり、アフロ・ブラジリアン・カルトの再編成の潮流となった時期に成立した。
この信仰においては、原始的なアフリカの宗教の白化と心霊術の黒化が交錯しており、正統派カルデシズムからはカルデシズムの「黒色化」、スーダンのヨルバ文化の影響の強い伝統的カンドンブレからは、アフロ・ブラジリアンの宗教の「白色化」として批判的に見られてきた。

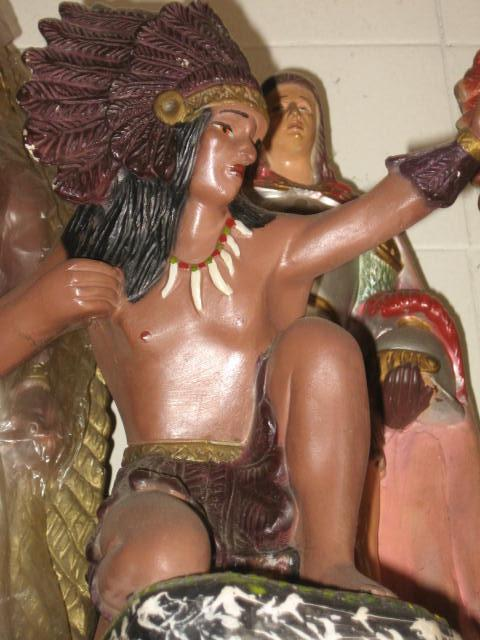
カボクロ

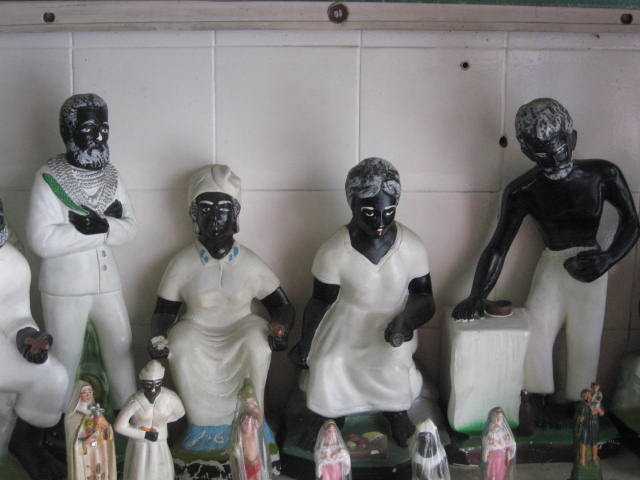
年長の奴隷

信者は地球を償いの場と考え、前世の罪を償い、キリストの教えに従って生きることを学び、知的に・道徳的に進化するために人は今ここにあると考え、道徳的進化のために慈善活動を行う。慈善意識は社会とのかかわりを促し、コミュニティ・土地への帰属意識を高める。ウンバンダの教義と儀礼を日々学習し実践することで、信者は自分の守護霊と語り合う能力を開発し、苦しみを癒し、生きる力を高めると考える。精神的な問題・情緒的な問題・身体的な問題の奥には霊的な問題があるとみなして、指導霊や仲間による霊的コンサルティング、信仰治療（パッセ）、除霊などが行われる。
宗教上の存在は、最高神オロルン（Olorum）を頂点に7つのライン（階層）に分類され、各ラインは7つのグループといくつかの小グループに分かれる。各ラインは、高位の精霊で仲介的な神のオリシャ（Orixa）またはカトリックの聖人が、オロルンの名のもとに監督し、肉体を持たない様々な段階の精霊（先住民であるブラジル系インディオのカボクロ、年長の奴隷たち、カウボーイ、わんぱく小僧）で構成される。特にカボクロと年長の奴隷が欠かせない存在で、彼らはブラジル社会の全てのエスニックグループや社会階級の融和を目指す。ブラジル系インディオや年長の奴隷たちの霊は、薬草治療の知識を持つ。カルデシズムが医師や作家など知的な白人の霊が中心でエリート的な面があるのに対し、ウンバンダはもっと一般的な分野の精霊が多く、その性格は非常にブラジル人的である。精霊は、霊媒のトランスを通じて出現する。霊的進化により悪い霊も良い霊に進化すると考えるため、霊媒に憑依するのは「白色霊」と呼ばれる良い神霊だけとされる。
1960年以降の信者の増加が著しく、1930年代のヴァルガス革命に始まり1960年代に進んだブラジルの都市化・工業化という近代化において、ウンバンダの信者が主導的役割を果たしたと評価する学者も多い。檀原照和は「1950年代から」急増した原因について、ウンバンダが、「高尚なカトリックでは満たされない経済的な不安、現世的な欲望、競争社会での勝ち残り」にアピールした点と、「禁欲的で科学や哲学を重んじるスピリチュアリズム」が勝因であるとしている。信仰はブラジル南部、サンパウロ州やパラ州、リオなど都市の中産階級に広まり、東洋人の他白人信徒も増え反白人的色彩は薄まっている。
ブラジルから日本へ移民した人々の中にも信者がおり、ウンバンダのコミュニティに属して人助けをし、浮かばれない同胞と日本人の霊を助けることを通して、日本での低い社会的地位への苦痛を和らげ、ブラジル人アイデンティティーを大切にしながら日本を否定せず生活する助けになっている。また檀原照和によれば、成人してからブラジルへ渡った移民は、いわゆる加持祈祷を行って、第2次世界大戦後に仏教などの宗教集団を興した後、ウンバンダ、民衆カトリシズムなどと混ざりあい、「ブラジルの守護聖人聖母アパレシダをも崇拝しながら土着化する」宗教として存在し、プロメッサと呼ばれる「聖人への祈りが通じた際の報酬」をしなかった罰を解決するために相談を受けているほか、「マクンバ」英語版による呪いへの報復として活躍しているという。。